# Virus (rosyjski zespół muzyczny)
Virus! (Вирус!) – rosyjska grupa muzyczna wykonująca muzykę Euro house oraz pop.
W skład zespołu wchodzą Jurij Stupnik (Dj Doctor), Andriej Gudas (Chip) oraz wokalistka Olga Łaki (Lucky). Grupa powstała w 1998. Wydała 11 płyt, nakręciła tyle samo teledysków. Zespół wykonał wiele koncertów w Rosji a także na Ukrainie, Białorusi, Litwie, Łotwie oraz w Niemczech. W 2007 zespół wydał najnowszy album pt. Paljot i pod tą samą nazwą grupę promował singiel a także teledysk. Zespół Virus cieszy się dużą popularnością szczególnie w krajach byłego ZSRR. Ich przeboje takie jak: "Kap, kap", "Poproszu tiebia", "Ruczki", "Sczastje", "Ty mienia nie iszczi" są także znane w Polsce.

## Dyskografia
- 1999: Ты меня не ищи
- 2000: Дай мне
- 2000: Позови меня
- 2001: Чтобы солнце грело
- 2002: Счастье
- 2002: Вирус счастья
- 2004: Прогульщица
- 2004: Весёлые девчонки
- 2004: Братишка
- 2005: Мой герой
- 2005: Бум-бум-бум
- 2009: Полёт к звёздам
- 2009: Нам 10 лет!
- 2017: Навстречу мечте